# Josef Szijj
Josef Szijj (* 7. August 1927 als József Szijj in Budapest, Königreich Ungarn; † 25. Februar 2010 in Lähden) war ein deutscher Biologe und Hochschullehrer ungarischer Herkunft, der sich insbesondere für die Insektenkunde und die Ornithologie interessierte.

## Leben
Szijj entstammte einer ungarischen Adelsfamilie, entschied sich jedoch, den Adelstitel abzulehnen. Sein Bruder Laszlo (1932–2020) wanderte in die Vereinigten Staaten aus, wo er Professor an der California State Polytechnic University, Pomona wurde, und ging dann nach Kanada. 
Bereits in seiner frühen Kindheit entwickelte Josef Szijj eine Leidenschaft für die Natur, insbesondere für die Vogelwelt. Im Jahr 1950 erlangte er an einer Universität in Budapest das Staatsexamen und war dort anschließend Stipendiat des ungarischen Landwirtschaftsministeriums in der ornithologischen Abteilung des Instituts für Pflanzenschutz.
In seiner Dissertation untersuchte Szijj die Potenziale der biologischen Schädlingsbekämpfung durch Vögel, mit einem besonderen Fokus auf die Bekämpfung von Heuschreckenplagen. Im Jahr 1955 erlangte er den Doktortitel. Seine frühen wissenschaftlichen Publikationen thematisierten die Nahrungsbedingungen diverser Vogelarten, darunter der Rotfußfalke, der Weißstorch, verschiedene Wasservögel sowie das Perlhuhn.
Josef Szijj war im Herbst 1956 aktiv an den Demonstrationen gegen das kommunistische Regime in Ungarn beteiligt. Im Zuge des darauf folgenden Volksaufstands wurde er aufgrund seines Engagements für demokratische Prinzipien von den staatlichen Autoritäten verfolgt und sah sich gezwungen, Ungarn zu verlassen. Anschließend beantragte er in Deutschland Asyl und konnte dort eine Anstellung am Museum Alexander König in Bonn sowie an der Vogelwarte Radolfzell antreten.
In Deutschland widmete sich Szijj über viele Jahre der Untersuchung der Wasservogelpopulationen. In der Vogelwarte Radolfzell, die aus der zerstörten Vogelwarte Rossitten neu aufgebaut wurde, erhielt er die Möglichkeit, am Bodensee die Ökologie und das Verhalten der Kolbenente, seiner bevorzugten Vogelart, zu erforschen. Auf Grundlage regelmäßiger Zählungen, die von ortsansässigen Ornithologen am Bodensee durchgeführt wurden, initiierte er die bundesweite Wasservogelzählung als Teil der Internationalen Wasservogelzählung, die auch später in ähnlicher Form fortgeführt wurde.
Die Ramsar-Konvention, eines der ersten internationalen Abkommen zum Schutz von Wasservögeln und deren Lebensräumen, wurde unter Mitwirkung von Josef Szijj initiiert. Aufgrund von Herausforderungen bei der Organisation eines paneuropäischen Treffens, das Teilnehmer aus den ehemaligen Ostblockstaaten einbeziehen sollte, konnte Szijj seine Erfahrungen aus Osteuropa einbringen und somit zur Konsensbildung beitragen. In der Folge engagierte er sich weiterhin im Bereich des Vogel- und Naturschutzes und spielte eine bedeutende Rolle in der baden-württembergischen Sektion des Deutschen Bundes für Vogelschutz (DBV), der 1990 in Naturschutzbund Deutschland (NABU) umbenannt wurde, Szijj war ebenfalls an der Konzeption des von Urs Glutz von Blotzheim herausgegebenen Handbuchs der Vögel Mitteleuropas beteiligt, war aber nicht im Autorenteam vertreten.
1963 veröffentlichte er in Zusammenarbeit mit Jochen Niethammer und Günther Niethammer das Werk Einbürgerung von Säugetieren und Vögeln in Europa.
1970 wurde Szijj zum Dozenten für Biologie an der Pädagogischen Hochschule Duisburg ernannt. Ein Jahr später, 1971, erhielt er eine Professur für Zoologie und Humanbiologie an der Gesamthochschule Essen, die er bis zu seiner Emeritierung bekleidete.
Die Umgestaltung dieser institutionellen Bildungseinrichtung zur Gesamthochschule führte zu einer Erweiterung des Aufgabenbereichs von Szijj. Er unterrichtete umfassend im Fachbereich Ökologie und integrierte zahlreiche praxisorientierte Elemente in seine Lehre. In mehreren Exkursionen beschäftigte er sich mit dem Schutz und der naturschutzorientierten Entwicklung griechischer Flussdeltas, insbesondere am Louros, am Acheloos und am Nestos.
Szijj wirkte an mehreren Konferenzen griechischer Naturschutzorganisationen mit, die in Naturschutzverordnungen zugunsten der untersuchten Deltagebiete resultierten. Aus einer allgemeinen ökologischen und praxisorientierten Perspektive wandte sich Szijj in dieser Zeit vermehrt der Entomologie zu. Er betrachtete die ausschließliche Berücksichtigung der avifaunistischen Aspekte als unzureichend für eine relevante Planung im Naturschutz. Darüber hinaus widmete er sich erneut seiner Leidenschaft für Heuschrecken, wobei er europaweite Untersuchungen durchführte und Forschungsreisen bis nach Nordafrika unternahm.
2004 erschien Szijjs Standardwerk Die Springschrecken Europas im Verlag Die Neue Brehm-Bücherei, in dem er seine umfassende Kenntnis dieser Tiergruppe dokumentiert. Das Buch beinhaltet nicht nur relevante wissenschaftliche Informationen, sondern demonstriert auch Szijjs künstlerischen Fähigkeiten, da die Illustrationen der Bestimmungsschlüssel vollständig in Aquarelltechnik von ihm selbst angefertigt wurden. Mit der Beschäftigung mit den Heuschrecken knüpfte Szijj an Themen an, die er bereits während seiner Studienzeit bearbeitet hatte.